# Susan Saint James
Susan Saint James, all'anagrafe Susan Jane Miller (Los Angeles, 14 agosto 1946), è un'attrice statunitense, attiva soprattutto in televisione tra la fine degli anni sessanta e gli ottanta.

## Biografia
È la zia dell'attrice Christa Miller. Vincitrice di un Emmy Award come Miglior attrice non protagonista nel 1969 per il ruolo di Peggy Maxwell nella serie televisiva Reporter alla ribalta, nel giro di 15 anni (1969-1984) è stata candidata ad altri 6 Emmy Awards e a 3 Golden Globe. Deve la sua notorietà soprattutto al ruolo di Katherine "Kate" McArdle (co-protagonista assieme a Jane Curtin) nella serie televisiva Kate e Allie (1984-1989).

## Premi e riconoscimenti
- 1 Emmy Awards (su 7 nomination)
- Stella alla Hollywood Walk of Fame (Televisione), 1645 Vine Street

## Filmografia parziale

### Cinema
- Facce per l'inferno (P.J.), regia di John Guillermin (1968)
- Where Angels Go Trouble Follows!, regia di James Neilson (1968)
- Il mosaico del crimine (Jigsaw), regia di James Goldstone (1968)
- Una meravigliosa realtà (What's So Bad About Feeling Good?), regia di George Seaton (1968)
- All'ultimo secondo (Outlaw Blues), regia di Richard T. Heffron (1977)
- Amore al primo morso (Love at First Bite), regia di Stan Dragoti (1979)
- Ladre e contente (How to Beat the High Cost of Living), regia di Robert Scheerer (1980)
- Il pollo si mangia con le mani (Carbon Copy), regia di Michael Schultz (1981)

### Televisione
- Ironside – serie TV, 2 episodi (1967-1968)
- Operazione ladro (It Takes a Thief) – serie TV, 5 episodi (1968-1970)
- Reporter alla ribalta (The Name of the Game) – serie TV, 36 episodi (1968-1971)
- Uno sceriffo a New York (McLoud) – serie TV, 1 episodio (1970)
- Due onesti fuorilegge (Alias Smith and Jones) – serie TV, 1 episodio (1971)
- McMillan e signora (McMillan & Wife) – serie TV, 34 episodi (1971-1976)
- S.O.S. Titanic, regia di William Hale – film TV (1979)
- Kate e Allie (Kate & Allie) – serie TV, 122 episodi (1984-1989)
- Law & Order - Unità vittime speciali (Law & Order: Special Victims Unit) – serie TV, 1 episodio (2006)